# Storitev
Storitev je "(neoprijemljivo) dejanje ali uporaba, za katero je potrošnik, podjetje ali vlada pripravljen plačati." Primeri so delo brivcev, zdravnikov, pravnikov, mehanikov, bank, zavarovalnic itn. Javne storitve so tiste storitve, ki jih plača družba (nacionalna država, fiskalna unija ali regija). Ponudniki storitev koristijo porabnikom storitev z uporabo surovin, veščin, iznajdljivosti in izkušenj.

## Ključne lastnosti
Storitve imajo tri ključne lastnosti:

### Neoprijemljivost
Storitve so po definiciji neoprijemljive. Niso proizvedene, transportirane ali shranjene.

### Minljivost
Storitve so minljive oz. pokvarljive v dveh smislih:
- Surovine, procesi in sistemi, so v določenem časovnem obdobju namenjeni storitvi. Če porabnik v tem času storitve ne naroči in uporabi, lahko povezane surovine ostanejo neuporabljene.
- Ko je storitev v celoti izročena porabniku, nepreklicno izgine.

### Spremenljivost
Vsaka storitev je unikatna. Ni je možno popolnoma ponoviti, saj so čas, kraj, okoliščine, pogoji, oblika in/ali uporabljene surovine ob naslednji izvedbi drugačne.